# Jack Lewis
Jack Lewis, barão Lewis de Newnham, FRS (13 de fevereiro de 1928 — 17 de julho de 2014) foi um químico inglês.
Trabalhou principalmente na área de metais de transição.